# Día del monumento abierto

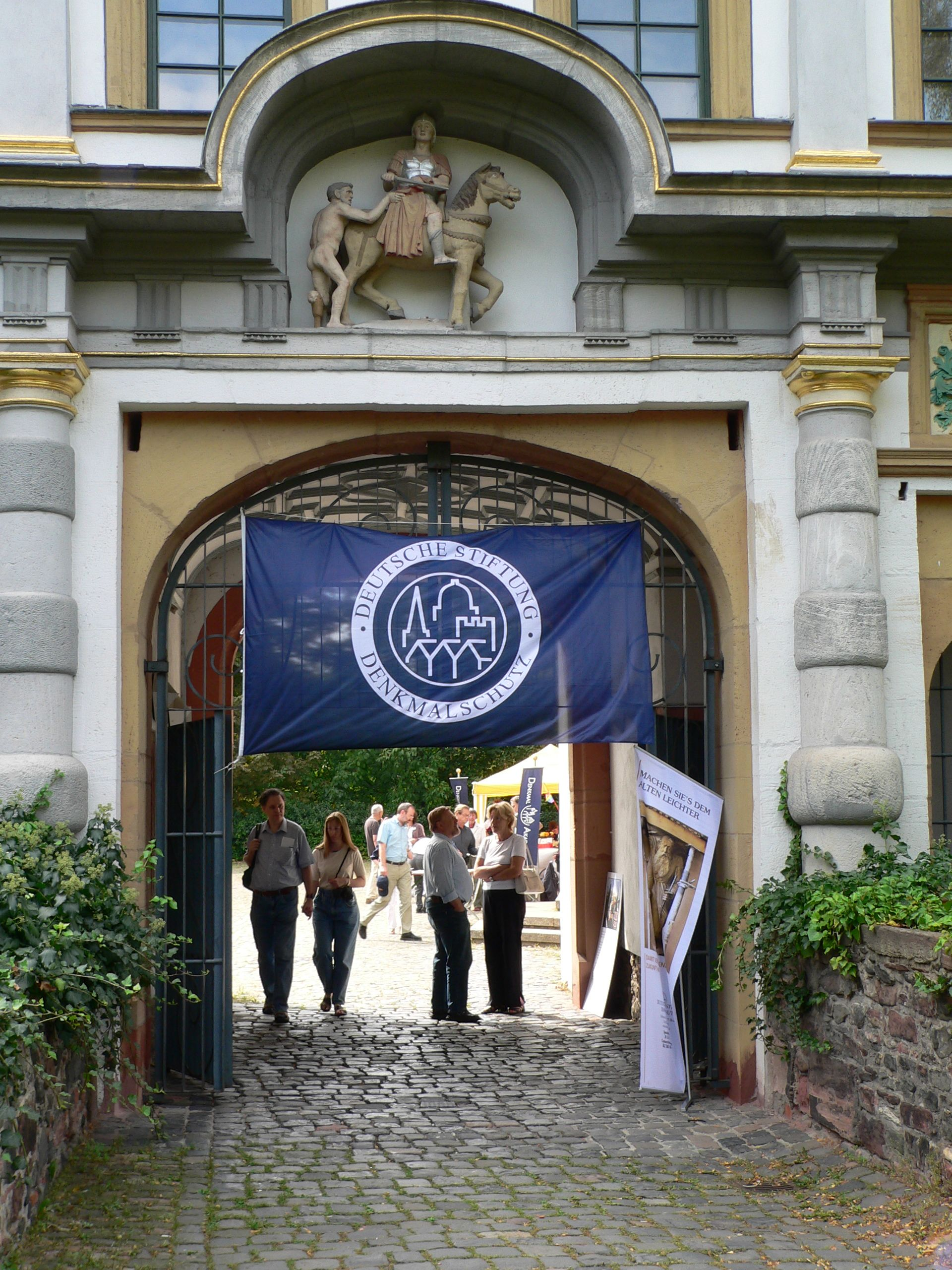
Día del monumento abierto en Alemania (2006).

El día del monumento abierto (Tag des offenen Denkmals) se celebra en Alemania de cada año desde 1993 después de la creación de las Jornadas Europeas de Patrimonio por el Consejo de Europa en 1991. El 8 de setiembre de 2013 unos 7.500 monumentos en 2.500 ciudades y municipios fueron abiertos.

## Enlaces
- Sitio web del Día del monumento abierto

- Datos: Q1376652
- Multimedia: Tag des offenen Denkmals / Q1376652